# McConnelsville
McConnelsville est le siège du comté de Morgan, situé dans l'État de l'Ohio, aux États-Unis.